# Inferno (Band)
Inferno war eine Hardcore-Punkband aus Augsburg. Sie spielte erfolgreich in der internationalen Punk-Szene der 1980er-Jahre und zählt zu den prägenden Bands für die Entwicklung des Hardcore-Punks in Deutschland.

## Bandgeschichte
Die Band wurde am 1. November 1981 aus einer Bierlaune heraus gegründet. Igor und Zong kannten sich bereits aus der Punkband Skandal. Howie (der sich bis 1986 „Donald“ nannte) und Pez komplettierten das erste Line-up. Schon bei dieser ersten Probe entstand das Lied Ram It Up. Zunächst nannte sich die Band Decontrol nach einem Lied von Discharge. Einige Monate später, nach dem Ausstieg von Igor, wurde der Bandname schließlich nach einer Textpassage des Songs „SOS“ von Toxoplasma („…Inferno, Tod und Wahnsinn, auf Knopfdruck startbereit…“) in Inferno abgeändert.
Erste Veröffentlichung, bereits mit Archi Alert an der Gitarre und Praxe am Schlagzeug, wurde das Hagenbach Demotape. Die Band spielte schnellen Hardcore Punk, der in Deutschland zu dieser Zeit ungewöhnlich war.
Thomas Ziegler, Labelchef von Mülleimer Records, verpflichtete die Band für den ersten Ultra-Hardcore-Power-Sampler mit den damaligen Punkgrößen Normahl und Chaos Z. Auf Grund der überschwänglichen Reaktionen auf ihre Beiträge wurde ihr Vertrag auf ein Album ausgeweitet. Tod und Wahnsinn erschien noch im gleichen Jahr und machte die Band auch international bekannt. Über das Maximum-RocknRoll-Fanzine kam der Kontakt mit Pushead zustande, der das Cover für das Debütalbum entwarf.
Inferno wirkten in den nächsten Jahren an einigen internationalen Kompilationen mit und erspielten sich auch im Ausland einen Namen.
1986 erschien eine Split-LP mit der japanischen Band Execute und das zweite Album Hibakusha. 1987 verließ Archi Alert die Band und zog nach Berlin, wo er 1993 Mitbegründer der Band Terrorgruppe wurde. Mit Andreas wurde ein neuer Gitarrist gefunden. Weitere Line-Up-Probleme traten auf, und Rolf stieg als Schlagzeuger ein. Die Band tourte im europäischen Ausland, unter anderem in Jugoslawien und England.
Das letzte Album It Should Be Your Problem wurde 1990 veröffentlicht. Es beinhaltet schnell gespielten Thrash Metal bzw. Speed Metal, der mit dem alten Hardcore Punk nur noch wenig zu tun hat. Auch das Cover ist an den Thrash Metal angelehnt und die Texte wurden ausschließlich auf Englisch geschrieben. 1990 löste sich die Band auf. 1992 kam sie für einige Auftritte 1992 wieder zusammen.
2007 erschien unter dem Titel Pioneering Work eine Werkzusammenstellung ihrer Veröffentlichungen auf Destiny Records.

## Bedeutung
Inferno ist eine für die deutsche Hardcore- und Deutschpunk-Szene sehr einflussreiche Band. Sie waren die erste und bisher einzige deutsche Band, für die Pushead ein Cover gestaltet hat. Eine weitere Pionierleistung ist die Veröffentlichung einer Split-LP mit einer ausländischen Band. Trotz der deutschen Texte war die Band auch im Ausland sehr populär. Unter anderem coverte die Band S.O.D. den Song Ram it Up als Hidden Track ihrer Speak English or Die-LP.

## Diskografie

### Alben
- 1983: Anti Hagenbach Tape (Eigenvertrieb)
- 1983: Tod und Wahnsinn (Mülleimer Records)
- 1986: Live and Loud (Rise and Fall Records)
- 1986: The Silence Before the Storm/Blunt Sleazy (Split-Album mit Execute, Pusmort)
- 1986: Hibakusha (Rise & Fall Productions)
- 1990: It Should Be Your Problem! (Rise & Fall Productions)
- 1996: Death & Madness (Kompilation, Grand Theft Audio)
- 1995: Die Radikalen Jahre (Kompilation, A.M. Music)
- 2007: Pioneering Work (Kompilation, Destiny Records)

### Singles und Demos
- Gott ist tot (Demo), 1983
- The Son of God 7", Subversive Records (USA), 1985, wiederveröffentlicht auf Rise and Fall Records (D) und Campari Records (D)
- Geschöpf ohne Gehirn 7", A.M. Music, S007, 1990
- Die allerletzte 7", Campari 013/Rise and Fall Productions, R009, 1990

### Samplerbeiträge (Auswahl)
- Ultra Hardcore Power, Mülleimer Records, Deutschland, 1983
- Welcome to 1984, USA, 1984
- Hardcore Power Music Vol. 2, Mülleimer Records, 1984
- Cleanse the Bacteria, Pusmort Records, USA, 1984
- The incredible Power of Darkness, Rise and Fall Records 1987
- Schlachtrufe BRD, A.M. Music, 1990
- Die deutsche Punkinvasion, A.M. Music, 1990